# Hans Lampe (Schwimmer)
Hans Jürgen Lampe (* 28. Juni 1948 in Hannover) ist ein ehemaliger deutscher Schwimmer, der für die Bundesrepublik Deutschland startete.
Hans Lampe gewann 1970 und 1972 den deutschen Meistertitel über 100 Meter Schmetterling. 1970 verbesserte er bei den Europameisterschaften in Barcelona den Europarekord auf 57,5 Sekunden und wurde Europameister. Bei den Olympischen Spielen 1972 schied er mit 59,00 Sekunden bereits im Vorlauf aus.
Hans Lampe startete für die Schwimm- und Sportfreunde Bonn 1905. Sein jüngerer Bruder Werner Lampe und auch dessen Sohn Oliver waren als Freistilschwimmer erfolgreich.
Von 1973 bis 2014 war er als Lehrer an der Lotte-Kestner-Schule in Hannover tätig.
Er unterrichtete dort die Fächer Werken, Erdkunde, Mathematik und Sport/Schwimmen.
Hans Lampe ist verheiratet und lebt heute mit seiner Frau in Langenhagen bei Hannover.